# Hergé
Hergé, all'anagrafe Georges Prosper Remi (Etterbeek, 22 maggio 1907 – Woluwe-Saint-Lambert, 3 marzo 1983), è stato un fumettista belga.

## Biografia

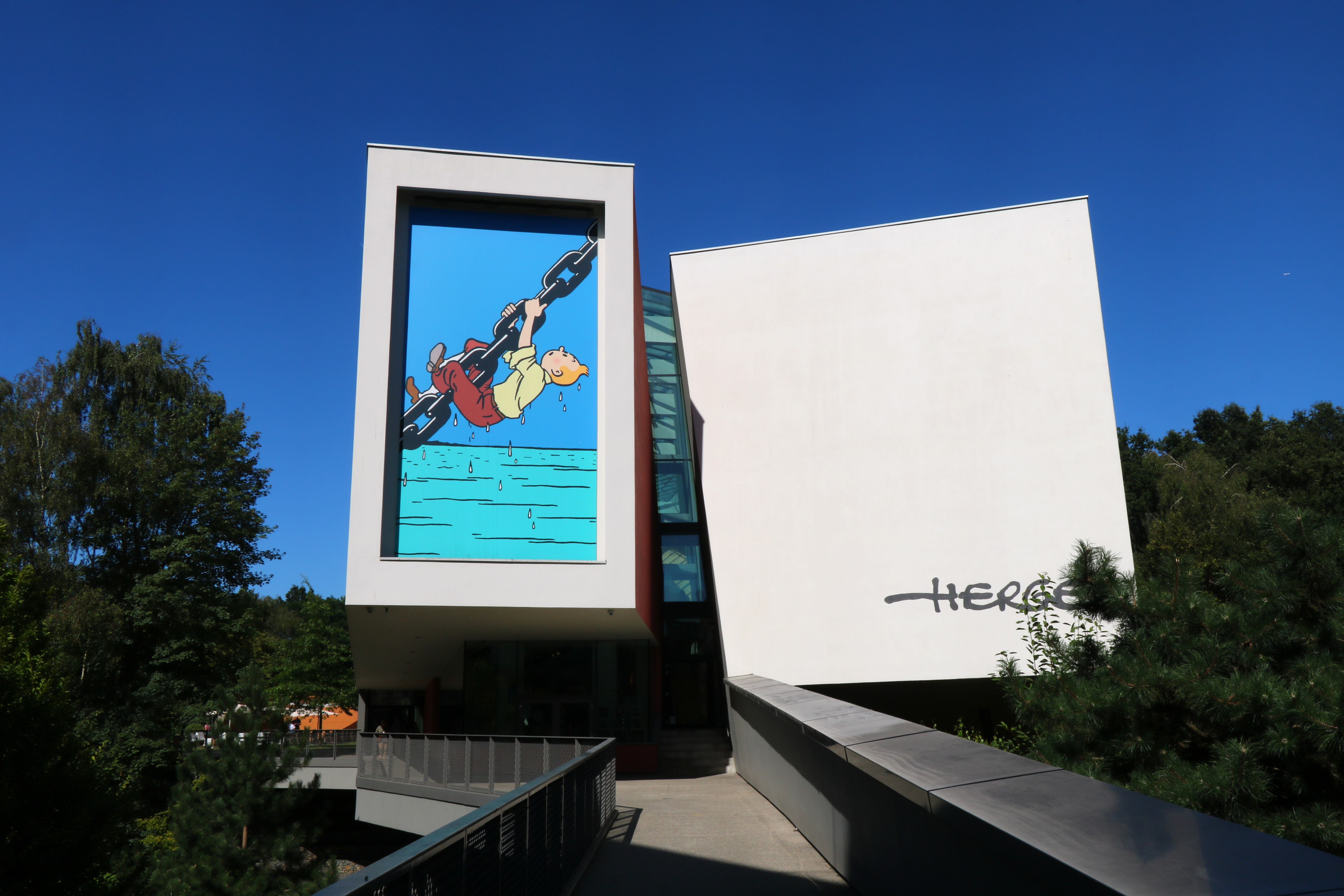
Il Musée Hergé a Louvain-la-Neuve.

### Giovinezza a Bruxelles (1907-1925)

#### Origini familiari (1907-1914)
Georges Prosper Remi nasce al numero 25 di via Cranz (diventato il numero 33 di via Philippe Baucq) a Etterbeek, comune dell'agglomerazione di Bruxelles, il 22 maggio 1907 alle 7:30. Viene battezzato qualche settimana dopo, il 9 giugno, presso la chiesa parrocchiale del comune; sua madrina è sua nonna materna, Antoinette Roch.
I suoi genitori fanno parte della classe media di Bruxelles: Alexis Remi (1882-1970) è impiegato nel laboratorio tessile per bambini Van Roye-Waucquez (a Saint-Gilles) e Élisabeth Dufour (1882-1946), ex-sarta, è disoccupata.
Suo padre, vallone, era nato dall'unione illegittima tra una domestica, Léonie Dewigne (1860-1901) e probabilmente Alexis Coismans, un falegname di ventiquattro anni. Il fatto che si presentò presso la casa comunale per registrare la nascita dei gemelli e la scelta del nome di uno dei due bambini sembrerebbe dargli la paternità di Alexis e Léon Remi. Alcuni pensano invece che il padre sarebbe Gaston, conte Errembault di Dudzeele (1847-1929), dai cui genitori lavorava Léonie come domestica a Chaumont-Gistoux. Trascurata da Coismans, la giovane donna sposò Philippe Remi, che riconobbe i ragazzi (settembre 1893). Questo affare misterioso ha portato Serge Tisseron a dire che nell'opera di Hergé è presente il peso di un segreto di famiglia.
Per quanto riguarda Élisabeth, è fiamminga, il che fece dire a Georges Remi: "Sono un belga sintetico."
Dopo la nascita di Georges, la famiglia trasloca di continuo. Il 26 giugno 1908, si installano al numero 34 di via di Theux, a Etterbeek, la casa dell'idraulico Joseph Dufour (1853-1914) e Antoinette Roch (1854-1935), i genitori di Élisabeth. Di salute cagionevole, la giovane madre ebbe una ricaduta di pleurite nella primavera del 1909.
Gli attriti familiari convincono la giovane coppia ad andarsene e di installarsi al numero 57 di viale Jules Malou nello stesso comune. Il 26 marzo dello stesso anno nasce a Ixelles Paul Remi (1912-1986), il fratello minore di Georges con cui avrà pochi contatti. Il giorno dopo, i Remi si installano al numero 91 di via di Theux a Ixelles.
(Intervista a Hergé.)

### Gli inizi aLe Petit Vingtième
Arrivò quasi per caso al fumetto, linguaggio poco considerato in quegli anni lontani, affascinato da autori come George McManus (di cui apprezzava il tratto pulito ed efficace di Arcibaldo e Petronilla) e da un altro linguaggio recente, il cinema. Le sue prime storie, ancora ingenue, hanno didascalie come «United Rovers présente: un grand film comique». Cinema su carta, insomma, e del cinema assimila il ritmo, le inquadrature, la regia dinamica. Nel 2007 è stato ritrovato un suo primo esempio di fumetto realizzato su un muro della sede del gruppo scout cui apparteneva da ragazzo.
Giovanissimo, entra nella professione grazie all'abate Wallez, che vede in lui un ragazzo dotato, in grado di coinvolgere i più giovani col suo segno. È quindi sulle pagine del Petit Vingtième, supplemento del quotidiano cattolico Le Vingtième Siècle, che parte la grande avventura di Tintin (il più noto personaggio di Hergé) e del suo autore. All'inizio Georges è fortemente guidato e condizionato da Wallez, che attraverso Tintin vuole solo portare un preciso messaggio di parte ai bambini, ma appena possibile Hergé comincia a dare la propria personalissima impostazione alla serie e a spiccare il volo.
Più della metà degli albi li realizza prima della fine della seconda guerra mondiale. La sua presenza professionale nell'ambiente della destra cattolica estrema (esplicita area di riferimento del giornale per cui lavorava) e la successiva collaborazione col quotidiano Le Soir nel periodo in cui era sotto il controllo diretto degli invasori nazisti, costarono a Hergé, dopo la guerra, il periodo peggiore della sua vita. Venne accusato di collaborazionismo, nonostante avesse solo pubblicato avventure a fumetti per bambini, e conseguentemente rischiò il carcere (se non la vita). Ma in suo aiuto arrivò inaspettatamente Raymond Leblanc, un ben noto partigiano che voleva fondare il settimanale Tintin e testimoniò in suo favore.

## Lo studio Hergé
Dotato di grande creatività, periodicamente martoriato dalla depressione, sommerso dal lavoro, Hergé, che già nel periodo bellico era ricorso al contributo di amici (pur senza accreditarli apertamente) per continuare la serie Tintin (e il resto) a ritmo serrato, nel dopoguerra raccoglie attorno a sé un gruppo di eccezionali autori (ciascuno dei quali sarà poi famoso per proprie serie) e fonda gli Studios Hergé.
Edgar Pierre Jacobs (il creatore di Blake e Mortimer), Bob de Moor (Barelli), Jacques Martin (Alix, Lefranc), Roger Leloup (Yoko Tsuno), sono alcuni dei grandi del fumetto francofono che hanno lavorato con lui, portando il personaggio Tintin al successo internazionale. Le esigenze di produzione lo allontanano dallo stile un po' naif delle prime avventure, costringendolo a rimontarle e ridisegnarle per le successive edizioni in albo, adeguandole al nuovo stile grafico (ormai consolidato nella cosiddetta linea chiara), anche per l'influenza dei suoi collaboratori e della necessità di una lavorazione d'équipe, nella quale però sceneggiature e disegni principali sono sempre restati strettamente legati a lui, tanto da convincerlo che, alla sua morte, nessuno avrebbe dovuto continuare la serie, perché, diceva, “Tintin sono io”. Così, nonostante il successo inossidabile e l'alta capacità professionale e artistica dei suoi collaboratori, alla morte di Hergé Tintin non ha più avuto un seguito, pur continuando a vendere ininterrottamente le ristampe delle sue avventure che sono ormai un classico.

## L'uomo
Georges Remi è stato un uomo dalla personalità complessa e sofferta, due matrimoni e nessun figlio, periodi di insofferenza totale nei confronti dei suoi stessi personaggi. Senza volerlo è diventato un riferimento assoluto per la "letteratura disegnata" e la sua opera è presente nell'immaginario collettivo tanto da essere citata negli ambiti più diversi. Spielberg è uno dei tanti registi famosi che confessano di esserne stati affascinati (tanto da aver portato sul grande schermo il reporter Tintin, insieme al regista Peter Jackson, con Le avventure di Tintin - Il segreto dell'Unicorno). Con tutti i suoi problemi e i suoi lati oscuri, Hergé ha lasciato un segno indelebile. Come spesso succede, il personaggio è un po' il suo autore e un po' ne è diverso, quasi una trasposizione in meglio, una sorta di aspirazione ideale del suo creatore. In questo senso, come afferma Benoît Peeters nella sua corposa biografia del papà di Tintin, Hergé è "figlio di Tintin". Il personaggio ha contribuito con la sua stessa esistenza a modificare il carattere del proprio autore, facendolo lentamente uscire dalla frenesia iniziale, dal tormento dei periodi oscuri, fino alla luminosità delle nevi himalayane celebrate nell'episodio Tintin in Tibet, a un nuovo periodo di serenità e, infine, di maggiore saggezza.
Alla sua opera come artista è stato dedicato un museo in Belgio, il Musée Hergé, a Louvain-la-Neuve, inaugurato il 2 giugno 2009.

## Riconoscimenti
- Premio Yellow Kid una vita per il cartooning al Salone Internazionale dei Comics (1972)